# Tenis en Finlandia
El tenis de Finlandia tuvo cierto protagonismo durante la década de 1980 y principios de los 90's, con Veli Paloheimo alcanzand el Top 50 del ránking y Aki Rahunen el top 60. Durante los años 2000 y 2010 Jarkko Nieminen emergió como el finés más exitoso con dos títulos ATP, el puesto No. 13 del ránking, y más de 400 victorias en su carrera. Actualmente Emil Ruusuvuori ha emergido como un gran referente de su país. En 2017 Henri Kontinen se convirtió en el primer finés en alcanzar el puesto No. 1 de ránking de dobles.

## Clasificación histórica
Lista con tenistas fineses que han estado sobre el lugar 100 de la clasificación ATP.
| Singlista       | Mejor puesto | Año  | Títulos ATP |
| --------------- | ------------ | ---- | ----------- |
| Jarkko Nieminen | 13°          | 2006 | 2           |
| Emil Ruusuvuori | 37°          | 2023 | 0           |
| Veli Paloheimo  | 48°          | 1990 | 0           |
| Aki Rahunen     | 57°          | 1990 | 0           |
| Henri Laaksonen | 84°          | 2022 | 0           |
| Olli Rahnasto   | 88°          | 1989 | 0           |
| Leo Palin       | 92°          | 1982 | 0           |
| Otto Virtanen   | 96°          | 2024 | 0           |

## Tenistas clasificados número 1 en dobles
- Henri Kontinen.

## Galería de tenistas destacados
Tenistas fineses que han alcanzado el Top 100.
|                  |
| Jarkko Nieminen. |

|                  |
| Emil Ruusuvuori. |

|                  |
| Henri Laaksonen. |

|                 |
| Henri Kontinen. |